# Feuer, Eis & Dynamit
Feuer, Eis & Dynamit ist ein deutscher Film von Willy Bogner aus dem Jahr 1990. Der Film ist die Fortsetzung von Feuer und Eis. Der Film startete am 18. Oktober 1990 in den bundesdeutschen Kinos.

## Inhalt
Sir George, ein reicher Unternehmer, steht vor den Trümmern seines Imperiums und der Zerschlagung seiner Unternehmen. Um dies zu verhindern, startet er einen kühnen Plan. Er täuscht seinen Selbstmord vor, um sein komplettes Erbe an die Megathon-Stiftung zu geben.
Diese Stiftung will einen Wettkampf starten, in dem alle Gläubiger ein Team aufstellen können. Der Gewinner des Wettkampfs erhält alles – die kompletten 135 Millionen Dollar.
Neben den Gläubigern dürfen auch die drei unehelichen Kinder – Dudley, Lucy und Alexander – teilnehmen und ein eigenes Team zusammenstellen, welches aber ausschließlich aus Amateuren besteht. Die Konzerne hingegen haben ihre Mannschaft mit Weltmeistern und Olympiasiegern ausgestattet und glänzen auch mit allerhand technischen Kniffen. Kulanterweise darf auch ein Guruteam antreten, dem laut dem Oberguru eine hohe Spende von Sir George zugesagt wurde. In dieses Team schummeln sich die zwei Bösewichte, Magda und Victor von Schrott, ein. Diese planen neben dem Gewinn des Geldes auch die Vernichtung der Erben.
Die Rennen werden wie ein Staffellauf vollzogen. Es wird immer ein Stab zwischen den Sportlern weitergegeben. Jeder der Teilnehmer muss eine Disziplin selber bestreiten.

### Die Startfeier
Wie bei den Olympischen Spielen gibt es auch beim Megathon den Einmarsch der Teams. Neben viel Werbung wurden den Teams auch prominente Paten zugeteilt. So gibt es Gastauftritte von Buzz Aldrin, Niki Lauda, Tatjana Patitz, Walter Röhrl, Keke Rosberg, Jennifer Rush und anderen.

### Die drei Renntage
Der erste Tag beginnt mit einer Abfahrt in den Pyrenäen. Die Sportler müssen einen Geröllabhang runterkommen. Einige versuchen sich auf Skiern, Snowboards oder Skibob. Andere wiederum haben dafür technische Spielereien wie Eisspray an den Skiern. Unten angekommen wechselt der Stab zu den Mountainbikern die über eine halsbrecherische Piste ins Tal fahren müssen. Von schmalen Felsvorsprüngen bis zu unwegsamen Waldpisten ist alles gegeben. Im Ziel angekommen fallen sie einen Abhang hinunter in einen See.
Der zweite Tag startet an der Staumauer des Lago di Vogorno. Die Wettkampfteilnehmer müssen von einer Plattform die Staumauer erklettern. Einige der Sportler klettern einfach mit Muskelkraft, andere schweben mit Meditation oder nutzen Saugnäpfe. Auch gibt es hier keine Regeln. Das Abschneiden der Seile oder Verkleben der Haltegriffe ist durchaus erlaubt und wird auch durchgeführt. Oben angekommen wird die Übergabe an einen Läufer durchgeführt. Dieser bringt den Stab zu einer Brücke unter der Kajaks warten. Der Läufer übergibt den Stab an einen Bungeespringer der zu den wartenden Booten springt. Einige nutzen Strickleitern oder Fallschirme. Die Kajaks fahren ein Wildwasser mit schweren Schikanen und großem Tempo hinunter. Am Ende wartet das Ziel.
Der dritte und letzte Tag hat im Gegensatz zu den ersten beiden drei große Teile. Begonnen wird mit einer rasanten Abfahrt auf Ski oder Snowboard. Einige benutzen auch andere Untersätze. Mit unglaublicher Geschwindigkeit rasen die Sportler zwischen Werbefahnen hindurch, um am Ende einen Looping vorzufinden durch den sie fahren müssen. Ein Skifahrer benutzt einen Raketenantrieb, weswegen dieser auch die kleinsten Probleme hat den Looping zu schaffen. Der Stab wird danach an eine Rallyegruppe übergeben, die jeweils mit ihren VW Golf ins Tal fahren. Auch hier werden wieder verschiedene Gimmicks eingesetzt. Einer der Wagen kann seine Reifen quer stellen, um seitwärts zu fahren. Ein anderer hat Nebelkanonen am Heck oder eine Harpune am Kühler. Im Tal angekommen startet das Kamikazerennen. Die Teilnehmer müssen auf Schlittschuhen die Bobbahn hinunter fahren. Auch hier gibt es keine Regeln.

### Die Kinder Sir Georges
Alexander ist das älteste der drei Kinder und der einzige, bei dem man aus dem Film heraus weiß, dass er die Existenz der anderen beiden kennt. Er nennt diese in einer Eingangsszene allerdings Bastarde, was seine Geringschätzung verdeutlicht. Er bezeichnet sich selber als Kaschmirmensch, um seine Extravaganz zu unterstreichen. Man kommt schnell auf den Gedanken, dass er homosexuell sein könnte, was durch die Art und Weise seines Redens (er näselt etwas) und seines Verhaltens unterstrichen wird. Eine Bestätigung dafür bekommt man allerdings nicht. Im Gegenteil, man hat gegen Ende das Gefühl, dass er sich für seine Trainerin interessiert.
Lucy ist eine Sängerin, die ihr Leben eher nachts geschehen lässt. So richtet sich der (scheinbar) verstorbene Sir George in einer Videobotschaft an sie und bittet sie, vor 5 Uhr morgens ins Bett zu gehen. Sie ist der Wildfang der Familie, welche die Geschwister allerdings vermittelnd zusammenbringt.
Dudley, der jüngste, ist ein Businessman. Er hat immer sein Handy (zu dieser Zeit noch eine Seltenheit) bei sich, um die aktuellen Kursbewegungen der Börse zu verfolgen und gegebenenfalls sofort Kaufentscheidungen treffen zu können.

## Produktplatzierungen, Teams und Stunts

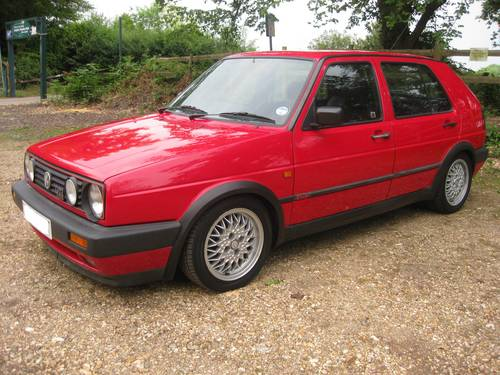
VW Golf II GTI, wie er im Film mit verschiedenen Modifikationen benutzt wurde.

Bereits zum Start des Films 1990 war den Filmkritikern die Werbung der beteiligten Unternehmen ein Dorn im Auge. Willy Bogner selbst begründete dies im Making-of damit, dass er den Film kaum ohne diese Sponsoren hätte realisieren können, denn die Werbeeinnahmen trugen ungefähr die Hälfte der Kosten. Des Weiteren wurden die Firmen laut seiner Ansicht auch nicht immer vorteilhaft im Film dargestellt und das Sponsoring fest mit dem Sportgeschäft verbunden. Folgende Teams waren vertreten:
- Volkswagen
- Adidas
- Milka
- Bayer Chemie
- Chiquita Brands International
- Kamei
- Mistral
- Club Med
- Paulaner
- AEG
- Grundig

Obwohl auch Agfa Werbung im Film platzierte, stellte es kein eigenes Team auf. Volkswagen stellte den damals aktuellen VW Golf II GTI für das Autorennen zur Verfügung. Abweichungen gab es nur bei Bayer und Chiquita, die einen VW Caddy benutzten sowie Team Bogner, das einen Golf I Cabrio benutzte. VW brachte zum Filmstart einen Golf Fire & Ice auf den Markt.
Die spektakulärsten Stunt-Szenen lieferte der spätere Unternehmer Jochen Schweizer.

## Veröffentlichungen

### Kinostart
Wegen der Produktplatzierungen im Film wollten zahlreiche Kinobetreiber den Film nicht zeigen, da sie die Einnahmequelle der Kinowerbung durch verstärkte Werbung im Film gefährdet sahen. Gegen dieses Aufführungsverbot klagten die Produktionsfirma Willy Bogner GmbH & Co. KGaA und Constantin Film als Verleiher des Films in mehreren Instanzen. Zunächst vor dem Münchner Landgericht, dann vor dem Oberlandesgericht bis hin zum Bundesgerichtshof, der am 6. Juli 1996 entschied, dass das Aufführungsverbot unzulässig war. Dennoch konnte der Film in 30 Ländern gezeigt werden und in Deutschland zählte man 746.193 Kinogänger und lag damit im Jahr 1990 an 31. Stelle.

### Soundtrack
Der Soundtrack wurde auf LP, CD und Kassette durch Ariola veröffentlicht. Produziert wurde es von dem Erfolgskomponisten Harold Faltermeyer. Für die Aufnahmen wurde ein Sony PCM 3324 und das Synclavier Digital Musik System verwendet.
| Originalauflage 1. Bonnie Tyler – Break It Out 2. Chris Thompson/Marietta Waters – Never Give It Up 3. Connie de Groot – Win It All 4. Moses P. – Muscles 5. Chris Thompson – Wire It Up 6. Deep Purple – Fire, Ice & Dynamite 7. Roger Chapman – Eye to Eye 8. Rockafella – Get Ready 9. Bruce Ingram – Out of Control 10. Dominoe – Rock Noon 11. Isaac Hayes – Fly 12. Jennifer Rush – We Are The Strong |

### DVD
Die DVD wurde 2006 von Bogners Unternehmen in den Handel gebracht und enthält unter anderen ein Making-of der Dreharbeiten, Audiokommentar von Bogner und Ochsenknecht, entfallene Szenen und den Bericht aus der ZDF-Sendung Tele-illustrierte.

## Kritiken
„Ganz auf sportliche Attraktionen und hervorragende Landschaftsaufnahmen zugeschnittene Unterhaltung mit reichlich dünner, durch Sentimentalität und Klamauk angereicherter Handlung. Unverfroren ist, mit welcher Dreistigkeit die Sponsoren des Films werbemäßig herausgestellt werden.“

„Nach seiner erfolgreichen Skiballettshow "Feuer und Eis" wagt sich der für seine spektakuläre Stuntkameraarbeit berühmte Willy Bogner an einen Sportfilm, verpackt in eine durch prominente Mitwirkende aufgewertete, aber haarsträubende Rahmenhandlung.“